# مستشفى العائلة المقدسة (الناصرة)
يُعتبر مستشفى العائلة المقدسة (بالعبريّة: בית החולים המשפחה הקדושה؛ بالإيطاليّة: Ospedale Sacra Famiglia) أو المستشفى الإيطالي أو المستشفى النمساوي أقدم المشافي في مدينة الناصرة في إسرائيل، إذ بنى سنة 1881 بناه رهبان يوحنا عبد الله المتخصصين في المجال الصحي، يتبع المستشفى إدارة الكنيسة الكاثوليكية في المدينة.
أُطلق على المشفى اسم المستشفى النمساوي كون الرهبان الذين أسسوه كانوا من النمسا، اما اليوم فيدير المستشفى راهبات إيطاليات. أصبح المستشفى سنة 2012 مستشفى جامعي يعود لكلية صفد الطبيّة.
بدأ مستشفى العائلة المقدسة عمله كمشفى صغير ومتواضع منذ عام 1882 بهدف تقديم العلاج ومساعدة سكان الناصرة ومنطقتها آنذاك، حيث رافق كونه مشفى العديد من الأحداث في التاريخ الحديث للمنطقة، خاصةً أحداث حرب 1948. وإضافة لكونه مشفى علاجياً آنذاك، فقد أوى عشرات العائلات العربية من منطقة الناصرة والتي شردت ونزحت عن بيوتها وقراها ابان الحرب. وقد تأسس المستشفى كمستشفى حديث منذ عام 1959. يتبع مستشفى العائلة المقدسة والذي يشغل حوالي 300 موظف بشكل مباشر، من حيث الملكية للكنيسة الكاثوليكية وهو واحد من 250 مستشفى تابع لرهبانية يوحنا عبد الله في العالم والوحيد في منطقة الشرق الاوسط.

## المشفى اليوم
كجزء من الخدمة التي يقدمها المستشفى للجمهور خاصةً العربي الذي يشكل حوالي 70% من نزلاء المستشفى، وضعت إدارة المستشفى خطة إستراتيجية لعدة سنوات لتطوير المستشفى من كافة جوانبه، كتطوير الطاقم العامل وتطوير الخدمات للمرضى والبنية التحتية، حيث تم حتى اليوم الانتهاء من عدة مراحل. وبالرغم من انعدام الدعم والميزانيات من قبل وزارة الصحة الاسرائيلية، تم اقامة قسم جديد للجراحة وقسم استقبال المرضى وقسم العلاج المكثف وقسم صحة الثدي وبناء قسم جديد للولادة وقسم للنساء المجهز بأحدث التجهيزات الطبية حيث يعمل به امهر الطواقم الطبية. وقد بلغت تكلفة بناء قسم الولادة الجديد أكثر من ثلاثة ملايين شيقل، حيث تم تمويل البناء من تبرعات مالية من خارج البلاد، وعدا عن كون البناء حديثاً وعصرياً، فقد تم بناء غرف الولادة بجانب غرف العمليات، الامر الذي يقلل من نسبة الخطورة في حالة تعسر عملية الولادة.

## مواقع خارجية
- موقع مستشفى العائلة المقدسّة